# Figshare
Figshare es un repositorio de acceso abierto en línea en el que los investigadores pueden preservar y compartir los resultados de sus investigaciones, incluidas figuras, conjuntos de datos, imágenes y videos. Es gratuito para cargar contenido y de libre acceso, de conformidad con el principio de datos abiertos. Figshare es uno de varios negocios de cartera respaldados por Digital Science, una subsidiaria de Springer Nature.

## Historia
Figshare fue publicado en enero de 2011 por Mark Hahnel y cuenta con el apoyo de Digital Science desde un relanzamiento en enero de 2012. Hahnel primero desarrolló la plataforma como una solución personalizada para la organización y publicación de diversos productos de investigación generados en apoyo de su doctorado en biología de células madre. En enero de 2013, Figshare anunció una asociación con PLOS para integrar el alojamiento, el acceso y la visualización de datos de Figshare con sus artículos PLOS asociados. En septiembre de 2013, el servicio lanzó un servicio de repositorio institucional alojado. En diciembre de 2013, anunciaron la integración con ImpactStory para respaldar la recopilación de altmetrics.
Figshare también alberga Reproducibility Collection como miembro fundador de The Reproducibility Initiative, que actúa como un validador independiente y ciego para la replicación de los datos enviados.
Figshare publica 'El estado de los datos abiertos' cada año para evaluar el panorama académico cambiante en torno a la investigación abierta.

## Concepto
Los investigadores pueden cargar todos los resultados de su investigación en Figshare, lo que los pone a disposición del público. Los usuarios pueden cargar archivos en cualquier formato, y a los elementos se les atribuye un DOI. Los "tipos" actuales que se pueden elegir son figuras, conjuntos de datos, medios (incluido video), artículos (incluidos preimpresos), carteles, códigos y conjuntos de archivos (grupos de archivos). Todos los archivos se publican bajo una licencia Creative Commons, CC-BY para la mayoría de los archivos y CC0 (dominio público) para conjuntos de datos. Figshare permite a los investigadores publicar datos negativos. La retención de publicaciones negativas es un fenómeno ampliamente conocido que conduce a un sesgo significativo, a menudo denominado efecto cajón de archivo. Al fomentar la publicación de figuras, gráficos y datos, en lugar de limitarse al 'documento' completo tradicional, el conocimiento se puede compartir de manera más rápida y efectiva. Figshare también realiza un seguimiento de las estadísticas de descarga de los materiales alojados, actuando a su vez como una fuente de altmetrics. El principal mecanismo de hospedaje de la plataforma es Amazon S3, con CLOCKSS sirviendo como hospedaje adicional para el contenido público. Ambos recursos admiten la copia de seguridad y la conservación a través de una red de computación en la nube distribuida.

## Integración con otras plataformas
Figshare presenta integración con ORCID, Symplectic Elements, puede importar elementos de GitHub, y es una fuente rastreada por Altmetric.com.